# Cheonan City FC
Cheonan City Football Club (kor. 재단법인 천안시축구단) – południowokoreański klub piłkarski z miasta Cheonan, występujący w N-League.